# Dzintars Zaķis
Dzintars Zaķis (ur. 26 maja 1970 w Jēkabpilsie) – łotewski polityk, parlamentarzysta, przewodniczący klubu poselskiego "Jedności". 

## Życiorys
Pochodzi z Jēkabpils, gdzie uczęszczał m.in. do szkoły średniej. W 1993 ukończył studia informatyczne w Ryskim Uniwersytecie Technicznym. Był dyrektorem handlowym w spółce "Nico-Loto" oraz szefem Centrum Informatycznego w Jēkabpils. W 2002 przystąpił do ugrupowania Nowa Era, które wygrało wybory do Sejmu VIII kadencji, w których Zaķis uzyskał mandat. Pełnił funkcję przewodniczącego Komisji Polityki Gospodarczej, Rolnej,  Regionalnej i Środowiska. W 2006 uzyskał reelekcję do Sejmu IX kadencji z listy Nowej Ery. W latach 2007–2010 pełnił funkcję przewodniczącego Klubu Poselskiego Nowej Ery. W wyborach w 2010 i 2011 uzyskiwał reelekcję do Sejmu z ramienia "Jedności". W latach 2010–2014 sprawował funkcję przewodniczącego KP "Jedność". W wyborach w 2014 uzyskał reelekcję z listy Jedności. 
Żonaty, ma córkę.